# Jung Wilne

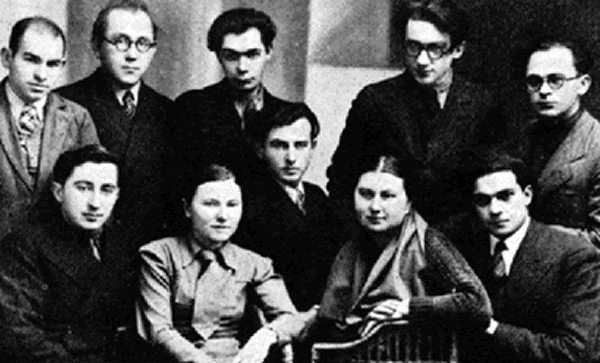
Artyści grupy Młode Wilno. Od prawej stoją: Szmerke Kaczergiński, Abraham Suckewer, Elchanan Wogler, Chaim Grade, Lejzer Wolf, siedzą: Mosze Lewin, Szejna Efron, Szymszon Kahan, Rachela Suckewer i Bencijon Michtom

Jung Wilne (jid. ‏יונג ווילנע‎, „Młode Wilno”) – modernistyczna żydowska grupa artystyczno-literacka działająca w Wilnie w latach 1927–1943. Nazwa Jung Wilne inspirowana była łódzką grupą artystyczną Jung Idysz. Twórczość grupy cechowały: ideologia jidyszyzmu, dbałość o zachowanie związku z żydowską tradycją kulturową Europy Środkowo-Wschodniej, niechęć do syjonizmu, umiarkowane dążenie do nurtów awangardowych sztuki, tendencje lewicujące i odniesienia do problematyki społecznej. Grupa wydawała almanach w języku jidysz, zatytułowany „Jung Wilne”, w którym zamieszczano utwory literackie oraz prace plastyczne. Artyści należący do grupy brali także udział w wystawach organizowanych w Wilnie i w innych miastach Polski, a także za granicą .
Grupę Jung Wilne tworzyli m.in. literaci Elchanan Wogler, Lejzer Wolf, Mosze Lewin, Szymszon Kahan, Szmerke Kaczergiński, Perec Mirański, a także dwaj najwybitniejsi po II wojnie światowej pisarze żydowscy Chaim Grade i Abraham Suckewer. Z grupą współpracowali malarze Bencijon Michtom, Rachela Suckewer, Szejna Efron, Lejb Zameczek i Rafał Chwoles .
W pierwszej zbiorowej publikacji grupy znanej jako Der arajnmarsz fun Jung Wilne in der jidiszer literatur (Triumfalne wejście Młodego Wilna do literatury jidysz) z 11 października 1929 r., na łamach „Wilner Tog” ukazały się utwory następujących twórców: Lejzera Wolfa, Szymszona Kahana, Szlojme Belisa, Elchanana Woglera, Arona Piudika, Mosze Basina oraz Mosze Lewina.

## Początki działalności Jung Wilne
Choć powszechnie znany jest przede wszystkim literacki dorobek grupy, to działalność zainicjowało przedsięwzięcie plastyczne. W 1927 została zorganizowana przez artystów wileńskich wystawa plastyczna „Od dziedzictwa synagogi do ulicy Szklanej”. Wystawa okazała się sukcesem i zadziałała inspirującą na środowisko artystyczne Wilna. Inicjatorami zintegrowania wileńskiego pokolenia młodych artystów byli Szymszon Kahan i Szlojme Belis. Twórcy planowali początkowo włączyć do przedsięwzięcia nie tylko malarzy i literatów, ale też muzyków i kompozytorów, czego nie udało się jednak urzeczywistnić, i Jung Wilne stała się grupą artystyczno-literacką skupiającą literatów i malarzy, co było charakterystyczne dla wielu ruchów awangardowych lat 20.
Pierwszym malarzem, który na stałe związał się z Jung Wilne, był Michtom. On to tworzył jej wizerunek, projektując jej emblemat, okładki tworzonej gazety, a także portretując członków ugrupowania. Do scalenia tworzącej się grupy artystyczno-literackiej przyczynił się także charyzmatyczny Mosze Kulbak, nauczyciel literatury i poeta, który wprawdzie w 1928 przesiedlił się do Mińska, lecz jego twórczość i osobowość nadal oddziaływały na młodych artystów.